# Terrence Mashego
Terrence Mashego (23 giugno 1998) è un calciatore sudafricano, difensore del M. Sundowns e della nazionale sudafricana.

## Carriera

### Club
Ha giocato nella prima divisione sudafricana.

### Nazionale
Nel 2021 ha esordito in nazionale; nel 2023 ha partecipato alla Coppa d'Africa.

## Palmarès

### Club

#### Competizioni nazionali
- Coppa del Sudafrica: 1

TS Galaxy: 2018-2019
- Campionato sudafricano: 3

Mamelodi Sundowns: 2022-2023, 2023-2024, 2024-2025

#### Competizioni internazionali
- African Football League: 1

Mamelodi Sundowns: 2023